# مدال کمپین آمریکایی
مدال کمپین آمریکایی (به انگلیسی: American Campaign Medal) یک جایزه نظامی نیروهای مسلح ایالات متحده است که اولین بار در ۶ نوامبر ۱۹۴۲ با فرمان اجرایی ۹۲۶۵ صادر شده توسط رئیس جمهور فرانکلین دلانو روزولت ایجاد شد. این مدال برای قدردانی از آن دسته از اعضای نظامی بود که در طول جنگ جهانی دوم در جبهه عملیات آمریکا خدمت کرده بودند. مدال مشابهی که به عنوان مدال خدمات دفاعی آمریکا شناخته می‌شود ، برای خدمت فعال پیش از ورود ایالات متحده به جنگ جهانی دوم اعطا می‌شد.